# Наиб
Наиб је господар фременског племена на Аракису, у серијалу романа Дина, Френка Херберта. У њега се улаже све поверење заједнице да ће је издржавати и исправно водити. Наиб може имати више жена. Уколико неко сматра да наиб не обавља добар и племену користан посао, или било како доведе његово вођство у питање, има право да га изазове на двобој. Такав дуел се води до смтри. Уколико победи изазивач, он постаје нови наиб племена. Остали га прихватају без поговора. Најпознатији наиб у фременској историји је био Стилгар. Он је помагао Полу Атреиду у ратовима које је овај водио против куће Харконен, а и самог Цара падишаха. У једном тренутку, Стилгарово племе је предложило да Пол изазове Стилгара како би преузео власт над Фременима. Пол одбија и измењује вековима старо правило изазивача, јер: „Бесмислено је убијати оне најмудрије међу нама“, по речима Пола Атреида. Титула наиба ће се додељивати још миленијумима у будућност, чак и након што генерације старих Фремена наследе такозвани Музејски слободњаци, њихови потомци.